# Löhbach
Löhbach ist eine Hofschaft in Halver im Märkischen Kreis im Regierungsbezirk Arnsberg in Nordrhein-Westfalen (Deutschland).

## Lage und Beschreibung
Löhbach liegt auf 375 Meter über Normalnull nordwestlich des Halveraner Hauptortes am Löhbach, ein Zufluss der Ennepe. Der Ort ist über Nebenstraßen erreichbar, die von der Bundesstraße 229 oder der Landesstraße 528 abzweigen und weitere Nachbarorte anbinden. Diese sind Oege, Oberhürxtal, Brenscheid, Lingensiepen, Kirchlöh, Weißenpferd, Eversberge und Schmalenbach. Südlich steigt das Gelände zu einer 406 Meter über Normalnull hohen Anhöhe an. 
Östlich des Ortes befindet sich im Wald die als Naturdenkmal unter Schutz gestellte Höhle Halver Hülloch im Naturschutzgebiet Höhle Halver Hülloch. Im Südosten beginnt das Halveraner Gewerbegebiet zwischen Weißenpferd und Oege.

## Geschichte
Löhbach wurde erstmals 1508 urkundlich erwähnt, die Entstehungszeit der heutigen Siedlung wird zwischen 1400 und 1500 in der Folge der späten mittelalterlichen Ausbauperiode vermutet. Löhbach ist ein Abspliss von Edelkirchen.
Im Jahre 1818 lebten 16 Einwohner im Ort. 1838 gehörte Löhbach unter dem Namen Löbach der Eickhöfer Bauerschaft innerhalb der Bürgermeisterei Halver an und wurde zu dieser Zeit Löbach genannt. Der laut der Ortschafts- und Entfernungs-Tabelle des Regierungs-Bezirks Arnsberg als Hof bezeichnete Ort besaß zu dieser Zeit vier Wohnhäuser, drei Fabriken bzw. Mühlen und zwei landwirtschaftliche Gebäude. Zu dieser Zeit lebten 30 Einwohner im Ort, allesamt evangelischen Glaubens.
Das Gemeindelexikon für die Provinz Westfalen von 1887 gibt eine Zahl von 40 Einwohnern an, die in fünf Wohnhäusern lebten.